# رود بهار جاری در شرق
رود بهار جاری در شرق (انگلیسی: The Spring River Flows East) فیلمی در ژانر درام است که در سال ۱۹۴۷ منتشر شد.